# Жуков, Алексей Константинович
Алексей Константинович Жуков (4 марта 1887, Оренбургская губерния — после 1919) — есаул Русской императорской армии, войсковой старшина Белого движения, командующий Оренбургскими 24-м и 8-м казачьими полками (1919), был представлен к Георгиевскому оружию (1915).

## Биография
Родился 4 марта 1887 года в станице Павловской первого военного округа Оренбургского казачьего войска. Окончил шесть классов Оренбургской гимназии, после чего поступил в Оренбургское казачье юнкерское училище, из которого выпустился по второму разряду.
В 1907 году начал службу в Русской императорской армии.Три года спустя, в 1910 году, он получил чин хорунжего. Затем стал сотником со старшинством 1914 года. Звания подъесаула достиг уже в разгар Первой мировой войны — в 1916 году. В следующем, 1917 году, стал есаулом, а войсковым старшиной — уже после Февральской революции, в конце июня 1918.
По состоянию на 1910 год проходил службу во Оренбургском 2-м казачьем полку. Около двух месяцев 1914 года, с начала июня по конец июля, он являлся атаманом станицы Красноярской родного для него первого военного округа Оренбургского казачьего войска. В период Великой войны командовал сотней Оренбургского 10-го казачьего полка. 24 октября 1915 года он был контужен «в голову, ощущает головные боли, шум в ушах, тошнота сопровождается рвотой» — но, несмотря на ранение, остался в боевом строю на фронте.
В 1917 году числился в 1-м Оренбургском казачьем запасном полку, затем был вновь переведён в основной состав 10-го казачьего полка. В период Гражданской войны, в апреле 1918 года, сформировал и возглавил антибольшевистский партизанский отряд в станице Красногорской — в той, где ранее был выбран атаманом. Уже в мае он сдал командование этим отрядом Р. П. Степанову. А. Жуков являлся начальником местного 1-го партизанского отряда, а затем — Восточного партизанского отряда численностью в 300 бойцов.
В июле 1918 года получил под своё командование шестую сотню 2-го казачьего полка. 21 августа он был назначен помощником командира этого полка. 27 сентября представлял всё Оренбургское казачество на Славянском празднике в Самаре. После этого стал помощником командира Оренбургского 19-го казачьего полка, а 10 октября был переведён в распоряжение войскового штаба Оренбургского казачьего войска — с прикомандированием к 1-му запасному полку. Состоял в комплекте конных полков.
Уже 16 октября 1918 года получил назначение на должность помощника командира Оренбургского 1-го казачьего полка. В самом начале 1919 года, 3 января, он получил в своё распоряжение Оренбургский 24-й казачий полк. Но уже 16 января получил новой назначение: стал командиром Оренбургского 8-го казачьего полка. В конце марта был отчислен от занимаемой должности «за болезнью» и оказался в распоряжении войскового штаба с зачислением по войску.

## Награды
- Орден Святого Станислава 3 степени с мечами и бантом (1914—1917)
- Орден Святой Анны 3 степени с мечами и бантом (1914—1917)
- Орден Святой Анны 2 степени с мечами (1914—1917)
- Орден Святого Станислава 2 степени с мечами (1914—1917)
- Орден Святого Владимира 4 степени с мечами и бантом (1914—1917)
- Был представлен к Георгиевскому оружию (1915)[1]